# Nossa Senhora das Dores
Nossa Senhora das Dores este un oraș în Sergipe (SE), Brazilia.